# Sarah Mkhonza
Sarah Mkhonza (Inkhundla Siphofaneni, 7 maggio 1957) è una scrittrice e attivista swazilandese, impegnata per i diritti delle donne swazi.
Mkhonza ha conseguito il dottorato di ricerca presso la Michigan State University.  Ha quindi lavorato come giornalista per The Swazi Sun e The Observer e ha insegnato inglese e linguistica all'Università dello Swaziland.  Poiché i suoi scritti erano molto critici nei confronti delle autorità dello Swaziland, le fu ordinato di non scrivere.  Successivamente, in seguito ad aggressioni e minacce,  venne indotta a cercare asilo politico negli Stati Uniti, nel 2005.   
In seguito Mkhonza ha co-fondato l'Associazione delle donne africane e l'African Book Fund Group presso la Michigan State University.  Ha poi insegnato al Center for African Studies and Research alla Cornell University, alla Boston University e alla Stanford University.  
Nel 2002, ha ricevuto il prestigioso premio Hammett-Hellman da Human Rights Watch e nel 2004 il Premio Oxfam Novib/PEN destinato a scrittori e giornalisti perseguitati per il proprio lavoro.

## Opere principali
- Cosa riserva il futuro (What the Future Holds) (1989)
- Pains of a Maid (1989)
- Two Stories (2007)
- Woman in a Tree (2008)
- Weeding the Flowerbeds (2008)